# هوگو بانزر
هوگو بانزر سوئارز (اسپانیایی: Hugo Banzer Suárez‎؛ ۱۰ مهٔ ۱۹۲۶ – ۵ مهٔ ۲۰۰۲) فرمانده نیروی زمینی بولیوی، سیاستمدار و رئیس‌جمهور بولیوی بود. او دو بار ریاست‌جمهوری بولیوی را بر عهده داشت: از سال ۱۹۷۱ تا ۱۹۷۸ به عنوان یک دیکتاتور نظامی؛ و سپس دوباره از سال ۱۹۹۷ تا ۲۰۰۱، به عنوان رئیس‌جمهور منتخب دموکراتیک.